# FOXTROT (相川七瀬のアルバム)
『FOXTROT』（フォックストロット）は、2000年2月16日にcutting edgeからリリースされた相川七瀬4枚目のアルバム。規格品番はCTCR-18015。

## 内容
「COSMIC LOVE」「世界はこの手の中に/Heat of the night」「Jealousy」「China Rose」の表題曲5曲とカップリング2曲を含む全13曲収録。初回盤特典は1月11日シークレットレコーディングライヴ8cmCDが同梱。
『Red』からのアルバム連続1位記録は途切れたが、最高位3位を記録、20万枚を超えるヒットとなった。

## 解説
作詞・作曲・編曲：織田哲郎（特記以外）
1. Second Wind (5:19)
  - 作曲：織田哲郎・ホリエアキラ　編曲：ホリエアキラ
2. Bitch (4:25)
3. Heat of the night (4:46)
  - 作詞：相川七瀬・織田哲郎

13thシングルの2曲目。
4. China Rose (4:58)
  - 作詞：相川七瀬・織田哲郎

15thシングル。
5. THANK U (5:47)
  - 作詞：相川七瀬

13thシングルのカップリング曲。
6. "7" (1:40)
  - 作曲・編曲：長田直也

Instrumental曲。次曲と繋がっている。
7. COSMIC LOVE（5:23）
  - 作詞：相川七瀬・織田哲郎　Addtional arrangement：DJ TAKE

12thシングル。
8. 銀色の舟 (5:49)
  - 作詞：相川七瀬
9. -午前2時の恋人- (4:13)
  - 作詞：相川七瀬・織田哲郎　作曲・編曲：ホリエアキラ
10. 世界はこの手の中に (5:18)
  - 作詞：相川七瀬・織田哲郎

13thシングルの1曲目。
11. Crying (5:19)
  - 作詞：相川七瀬　作曲：上邑博

12thシングル「COSMIC LOVE」カップリング曲。
ベスト・アルバム『ID：2』にも収録。
12. Jealousy (4:59)
  - 作詞：相川七瀬

14thシングル。
13. 花火が終わる頃 (4:40)
  - 作詞：相川七瀬

ベスト・アルバム『ID：2』にも収録。

### 初回盤特典
1. Sweet Emotion
2. China Rose
3. BUB

## 参加ミュージシャン
- 織田哲郎 - ギター、ベース、キーボード、ドラム、プログラミング、コーラス
- 勝田一樹（DIMENSION） - サックス
- 古村敏比古 - サックス
- 長田直也 - キーボード
- ホリエアキラ - キーボード